# Hari's on Tour (Express)
Simply Shady
Hari's on Tour (Express) est un morceau instrumental de George Harrison, qui ouvre son album Dark Horse publié en décembre 1974. Il est également publié en face B du single Ding Dong, Ding Dong aux États-Unis ce même mois, et de Dark Horse au Royaume-Uni en février 1975. Le morceau est né d'une improvisation dans le studio personnel de Harrison à Friar Park avec Tom Scott et les musiciens du L.A. Express en avril 1974. En une journée (le groupe étant seulement de passage au cours d'une tournée), ils enregistrent cette pièce de musique jazzy, puis une chanson de Harrison, Simply Shady.
Ce morceau est la première collaboration de Harrison avec Tom Scott, qui devient par la suite un musicien récurrent sur ses albums pour ce qui concerne les parties de cuivres. Il est interprété de nombreuses fois durant le Dark Horse Tour de fin 1974 - début 1975 qui reçoit un accueil assez froid. Dans ce contexte, pourtant, la critique a souvent jugé ce morceau très efficace comme ouverture des concerts. Une version live a été publiée en 1992.
Il s'agit d'un des deux seuls morceaux instrumentaux composés par Harrison durant sa carrière solo, avec Marwa Blues qui, publié sur son album posthume Brainwashed en 2002, reçoit un Grammy Award.

## Interprètes
- George Harrison : guitare slide, guitare acoustique
- Tom Scott : saxophone, arrangement des cuivres
- Robben Ford : guitare électrique
- Roger Kellaway : piano, orgue
- Max Bennett : basse
- John Guerin : batterie